# Арбітри чемпіонату Європи з футболу 2024
Арбітри на Чемпіонаті Європи з футболу 2024 року були призначені УЄФА , яке обрало загалом 77 офіційних осіб із 15 країн, з яких 19 головних арбітрів, 38 асистентів, 20 арбітрів VAR та 12 додаткових арбітрів, з яких шість виконують роль четвертого арбітра та шість — роль резервного. помічника арбітра . Жінок серед головного та помічників суддів не було, натомість у межах угоди між УЄФА та КОНМЕБОЛ обрали аргентинську суддівську бригаду, яка складалася з головного арбітра та двох асистентів.

## Історія
Чемпіонат Європи з футболу 2024 року був 17 розіграшем чемпіонатів Європи з футболу, головного змагання в Європі для національних збірних членів УЄФА. Він проводився в Німеччині з 14 червня по 14 липня.
23 квітня 2024 року УЄФА оголосило список із 19 арбітрів, 38 асистентів арбітра і 20 арбітрів VAR на чемпіонат. Серед 19 головних суддів по двоє були обрані з Англії, Італії, Франції та Німеччини, а по одному судді обрано ще з 11 країн.
Жодної жінки не обрали ні серед головних, ні серед асистентів, після чого Федерація футболу Франції розкритикувала УЄФА, насамперед через те, що Стефані Фрапар, яка судила на чемпіонаті світу 2022 року, не була обрана, як і на попередньому чемпіонаті Європи 2020 року. Арбітр із Франції — Клеман Тюрпен, судив на третьому для себе чемпіонаті Європи , а Славко Вінчич, Ентоні Тейлор, Даніель Зіберт, Даніеле Орсато, Майкл Олівер, Шимон Марциняк, Дані Макелі, Іштван Ковач і Артур Соареш Діаш судили свій другий чемпіонат Європи.
На фінальний матч між Іспанією та Англією, що відбувся 14 липня о 22:00 за Києвом, УЄФА призначив французьку бригаду суддів на чолі з Франсуа Летексьє. У віці 35 років Летексьє стане наймолодшим в історії суддею в історії фіналів чемпіонату Європи. Він перевершив рекорд шведа Андерса Фріска, який обслуговував вирішальний матч Євро-2000 між Італією та Францією в 37-річному віці.

## Арбітри

### Суддівські бригади
| Країна     | Головний арбітр    | Асистенти                                    | Проведені матчі |
| ---------- | ------------------ | -------------------------------------------- | --- |
| Аргентина  | Факундо Тельйо     | Габрієль Чаде Есекіель Бріїловскі            | Туреччина–Грузія (Група F) Шотландія–Угорщина (Група A)                                                                |
| Англія     | Майкл Олівер       | Стюарт Берт Ден Кук                          | Іспанія–Хорватія (Група B) Словаччина–Україна (Група E) Німеччина–Данія (1/8 фіналу) Португалія–Франція (1/4 фіналу)   |
| Англія     | Ентоні Тейлор      | Гарі Бесвік Адам Нанн                        | Нідерланди–Франція (Група D) Україна–Бельгія (Група E) Іспанія–Німеччина (1/4 фіналу)                                  |
| Франція    | Франсуа Летексьє   | Сиріл Муньє Мехді Рахмуні                    | Хорватія–Албанія (Група B) Данія–Сербія (Група C) Іспанія–Грузія (1/8 фіналу) Іспанія–Англія (Фінал)                   |
| Франція    | Клеман Тюрпен      | Ніколя Дано Бенжамін Паже                    | Німеччина–Шотландія (Група A) Англія–Словенія (Група C) Нідерланди–Туреччина (1/4 фіналу)                              |
| Німеччина  | Даніель Зіберт     | Ян Зайдель Рафаель Фольтин                   | Грузія–Чехія (Група F) Словаччина–Румунія (Група E)                                                                    |
| Німеччина  | Фелікс Цваєр       | Штефан Лупп Марко Ахмюллер                   | Італія–Албанія (Група B) Туреччина–Португалія (Група F) Румунія–Нідерланди (1/8 фіналу) Нідерланди–Англія (1/2 фіналу) |
| Італія     | Марко Гвіда        | Філіппо Мелі Джорджіо Перетті                | Португалія–Чехія (Група F) Франція–Польща (Група D)                                                                    |
| Італія     | Даніеле Орсато     | Чіро Карбоне Алессандро Джаллатіні           | Сербія–Англія (Група C) Швейцарія–Німеччина (Група A) Португалія–Словенія (1/8 фіналу) Англія–Швейцарія (1/4 фіналу)   |
| Нідерланди | Данні Маккелі      | Хессель Стегстра Ян де Вріз                  | Німеччина–Угорщина (Група A) Хорватія–Італія (Група B)                                                                 |
| Польща     | Шимон Марциняк     | Томаш Лісткевич Адам Купсік                  | Бельгія–Румунія (Група E) Швейцарія–Італія (1/8 фіналу)                                                                |
| Португалія | Артур Соареш Діаш  | Паулу Соареш Педру Рібейру                   | Польща–Нідерланди (Група D) Данія–Англія (Група C) Австрія–Туреччина (1/8 фіналу)                                      |
| Румунія    | Іштван Ковач       | Васіле Марінеску Міхай Овідіу Артене         | Словенія–Сербія (Група C) Чехія–Туреччина (Група F)                                                                    |
| Словаччина | Іван Кружляк       | Браніслав Ганцко Ян Позор                    | Шотландія–Швейцарія (Група A) Нідерланди–Австрія (Група D)                                                             |
| Словенія   | Славко Винчич      | Томаж Кланчник Андраж Ковачич                | Угорщина–Швейцарія (Група A) Іспанія–Італія (Група B) Іспанія–Франція (1/2 фіналу)                                     |
| Іспанія    | Хесус Хіль Мансано | Дієго Барберо Севілья Анхель Невадо Родрігес | Австрія–Франція (Група D)                                                                                              |
| Швеція     | Гленн Нюберг       | Махбод Бейгі Андреас Седерквіст              | Румунія–Україна (Група E) Албанія–Іспанія (Група B) Франція–Бельгія (1/8 фіналу)                                       |
| Швейцарія  | Сандро Шерер       | Стефан де Алмейда Бекім Зогай                | Словенія–Данія (Група C) Грузія–Португалія (Група F)                                                                   |
| Туреччина  | Халіл Умут Мелер   | Мустафа Емре Ейсой Керем Ерсой               | Бельгія–Словаччина (Група E) Польща–Австрія (Група D) Англія–Словаччина (1/8 фіналу)                                   |

Крім того, УЄФА оголосило двадцять арбітрів VAR та дванадцять помічників арбітра, які виконували функції четвертого арбітра або резервного асистента арбітра.
| Країни     | Арбітри                                           |
| ---------- | ------------------------------------------------- |
| Англія     | Стюарт Аттвелл Девід Кут                          |
| Франція    | Жером Брізар Віллі Делажо                         |
| Німеччина  | Бастіан Данкерт Крістіан Дінгерт Марко Фріц       |
| Італія     | Массіміліано Ірраті Паоло Валері                  |
| Нідерланди | Роб Діперінк Пол ван Букел                        |
| Польща     | Бартош Франковський Томаш Квятковський            |
| Португалія | Тьягу Мартінш                                     |
| Румунія    | Кетелін Попа                                      |
| Словенія   | Нейц Кайтазович                                   |
| Іспанія    | Алехандро Ернандес Ернандес Хуан Мартінес Мунуера |
| Швейцарія  | Федаї Сан                                         |
| Туреччина  | Альпер Улусой                                     |

| Країна               | Четвертий арбітр | Резервний асистент   |
| -------------------- | ---------------- | -------------------- |
| Боснія і Герцеговина | Ірфан Пельто     | Сенад Ібрішимбегович |
| Литва                | Донатас Румшас   | Александр Радіуш     |
| Нідерланди           | Сердар Гезюбююк  | Йохан Бальдер        |
| Норвегія             | Еспен Ескос      | Ян Ерік Енган        |
| Словенія             | Раде Обренович   | Юре Прапротник       |
| Україна              | Микола Балакін   | Олександр Беркут     |